# Westringie
Westringie (Westringia) je rod rostlin z čeledi hluchavkovitých, v níž je řazen do její nejbazálnější podčeledi Prostantheroideae a tribu Westringieae. Zahrnuje zhruba 30 druhů, z nichž všechny jsou endemity Austrálie. Některé jsou pěstovány pro okrasu.

## Popis
Jsou to obvykle nearomatické, úzce metlovité či naopak široce rozložité keře či polokeře dorůstající výšek 20 cm až 2 metry, s větvemi v průřezu trojúhelníkovými či čtvercovými. Listy jsou úzké, čárkovité až úzce kopinaté, uspořádané v přeslenech po 3–6, zřídka též křižmostojně po dvou. Oboupohlavné květy jsou uspořádány v thyrsovitém květenství na olistěných větévkách, jsou pětičetné, koruna je dvoupyská s horním i dolním pyskem zpravidla široce rozeklaným do 2 (nahoře) a 3 (dole) cípů. Barva květů je bílá, růžová nebo světle nafialovělá. Ze čtyř tyčinek jsou pouze dvě plodné, zbylé dvě jsou přeměněny na jalová staminodia. Květy jsou opylovány hmyzem a kvetou obvykle po celý rok, plod (tvrdka) se rozpadá na 4 merikarpia neuzavřená kališními cípy.

## Rozšíření a ekologie

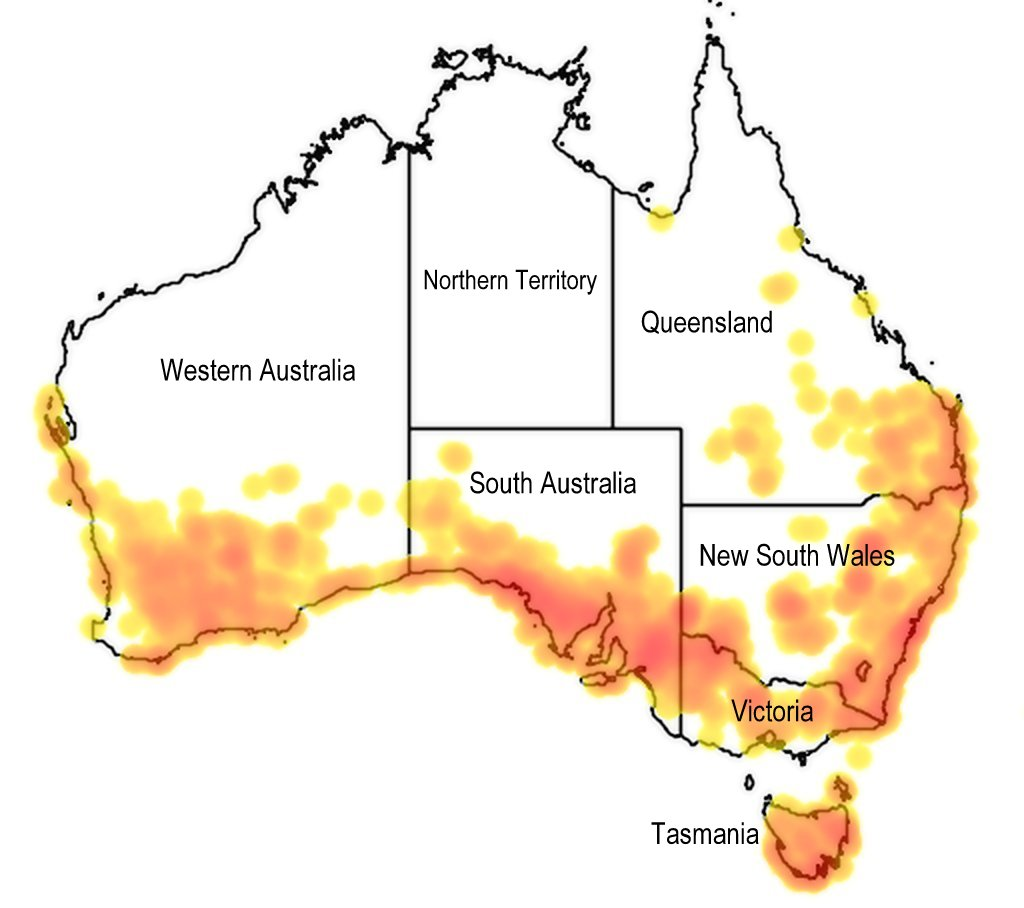
Mapa rozšíření rodu

Celý rod je rozšířen pouze v Austrálii, a to převážně v její jižní polovině a v poměrně úzkém pásu kolem západního a východního pobřeží, také na Tasmánii a ostrově Norfolk. Nevyskytují se v Severním teritoriu. Jeho zástupci rostou v biotopech, jako jsou otevřené křoviny na planinách, exponované skalní výchozy s mělkou půdou a útesy pobřežních skal, kde snášejí i slaný mořský sprej. Rostou též na svazích nebo v mělkých soutěskách mezi blahovičníky, akáciemi a kajeputy. Některé druhy se staly vzácnými a ohroženými v důsledku spásání přemnoženými králíky, zajíci a kozami.

## Využití
Některé druhy, například Westringia fruticosa, lze využít jako nenáročné a půvabné okrasné keře, ať až jako solitéry nebo do stříhaných živých plotů a lemů, nebo k řezu do vázy a do floristických aranžmá. Byly vyšlechtěny i různé kulturní variety vzniklé křížením přírodních druhů.

## Galerie

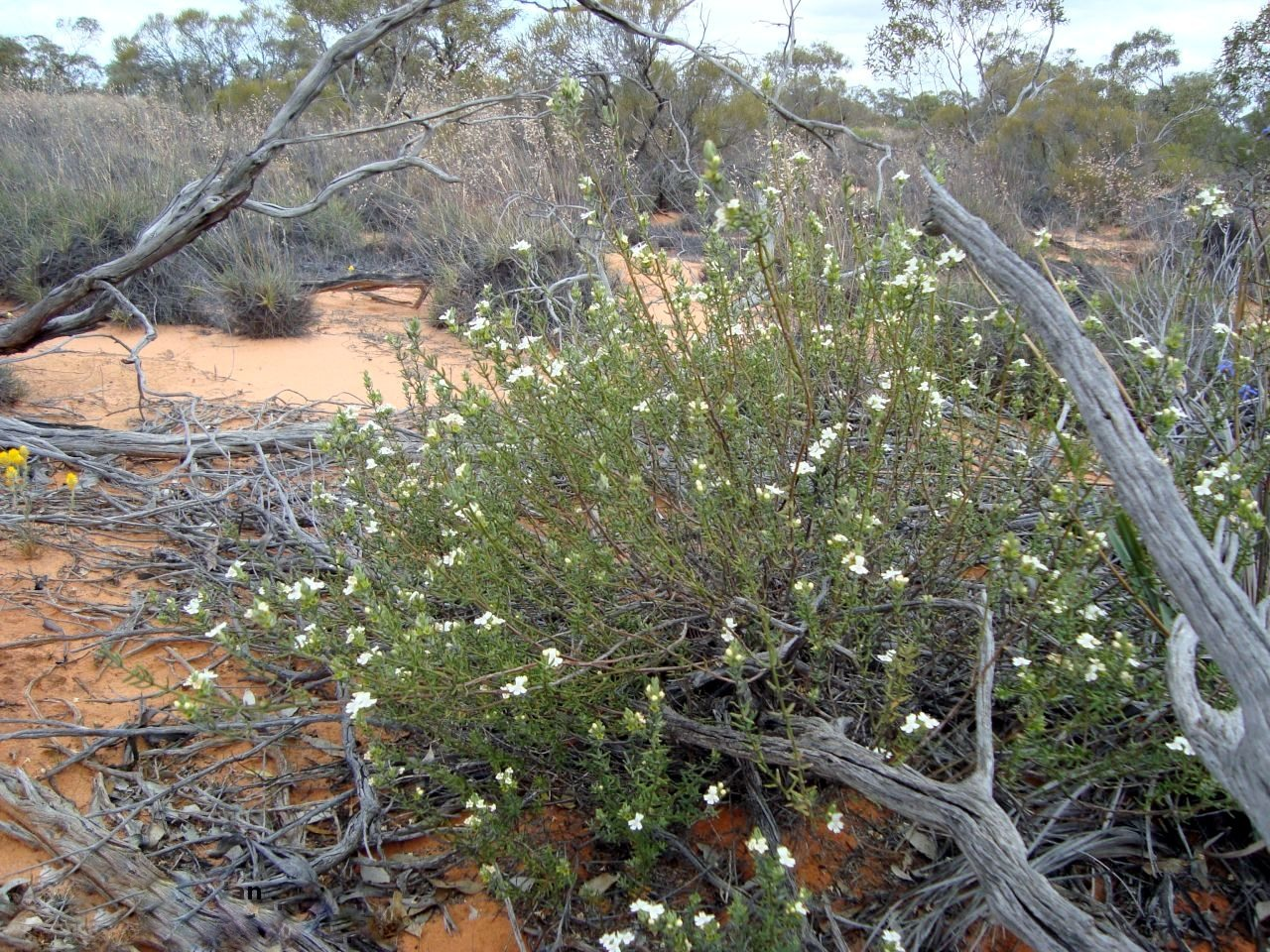
Westringia rigida na přirozeném stanovišti ve vnitrozemí
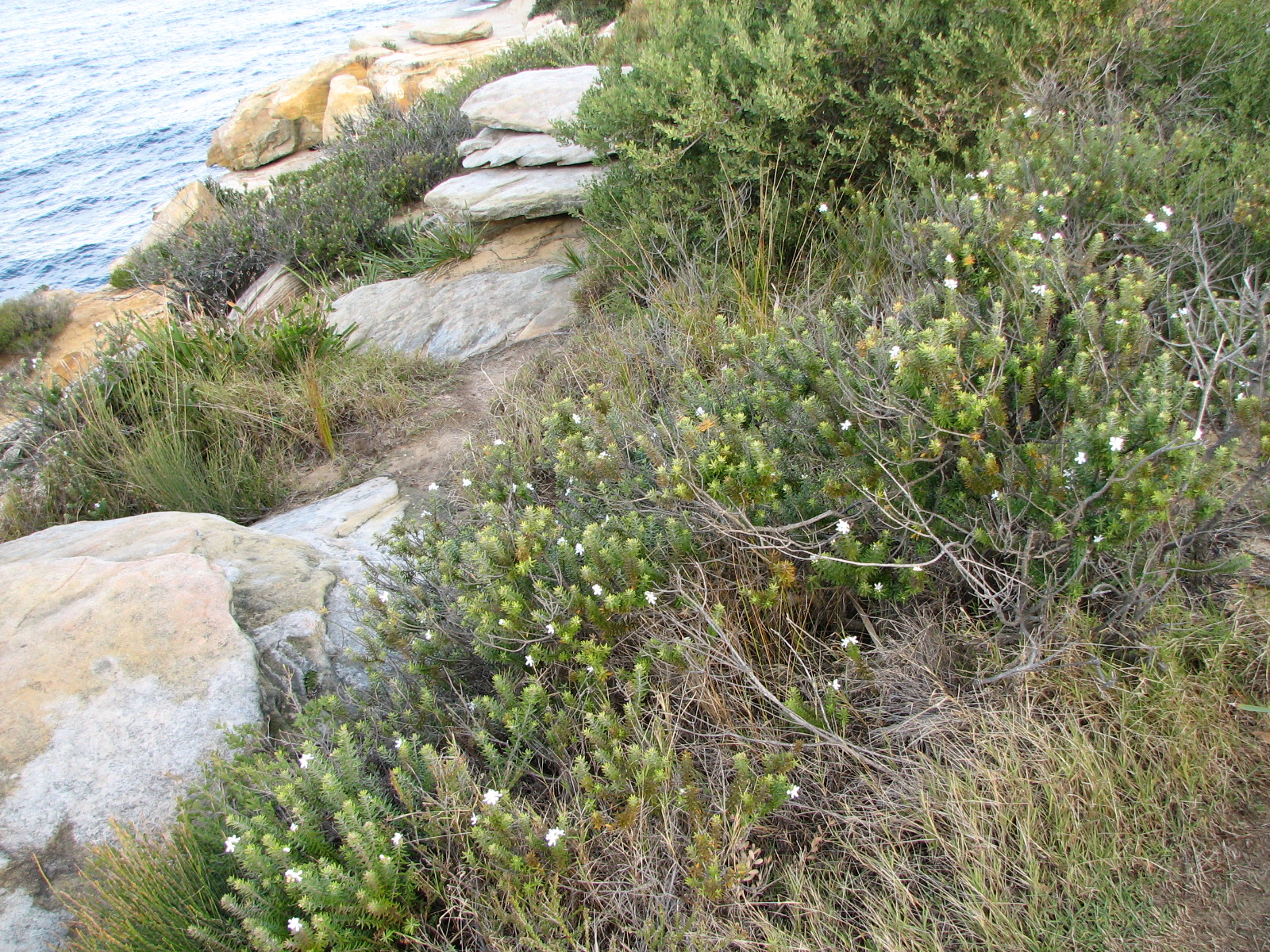
Westringia fruticosa na pobřežním stanovišti
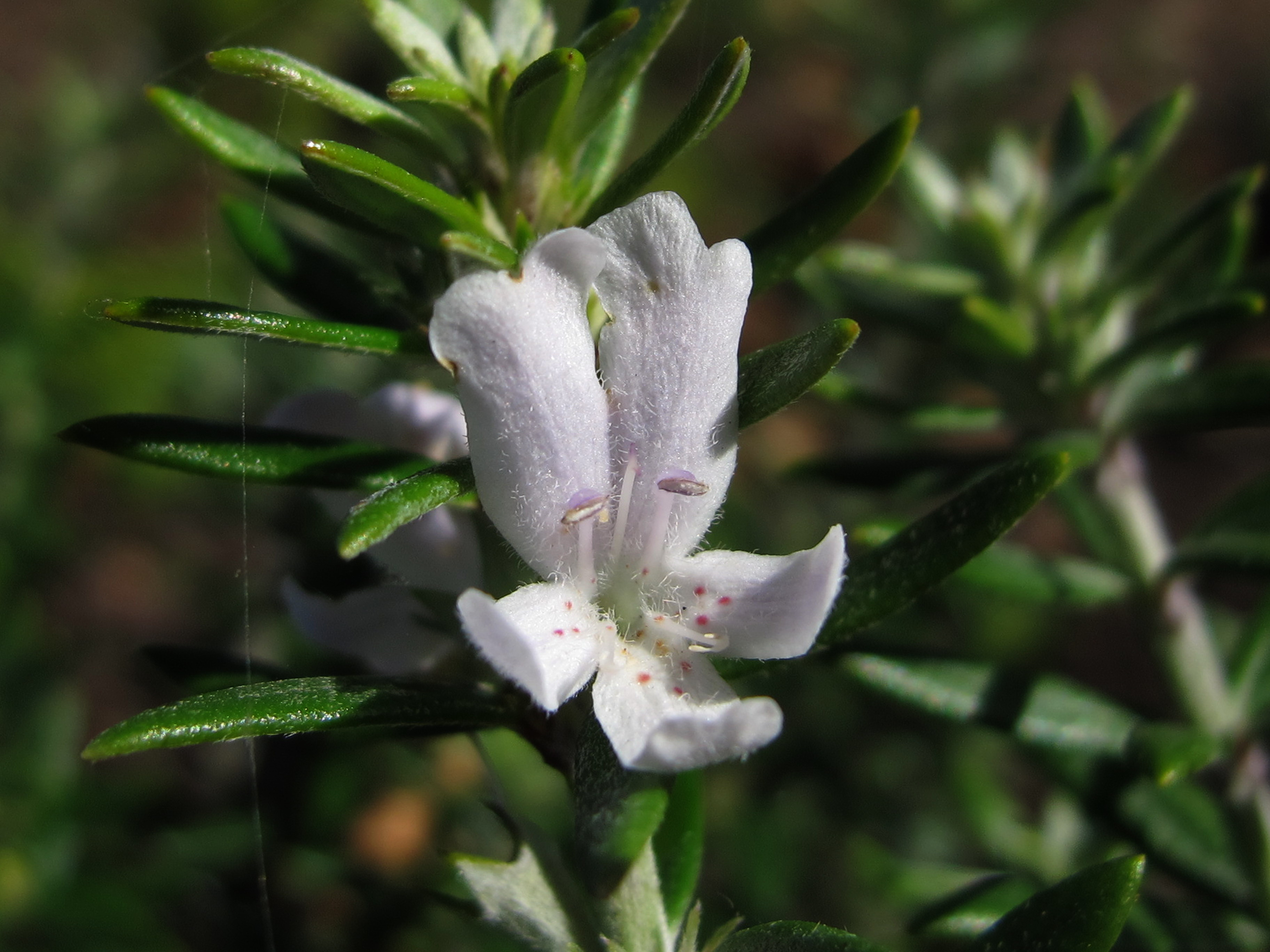
Westringia fruticosa – detail květu
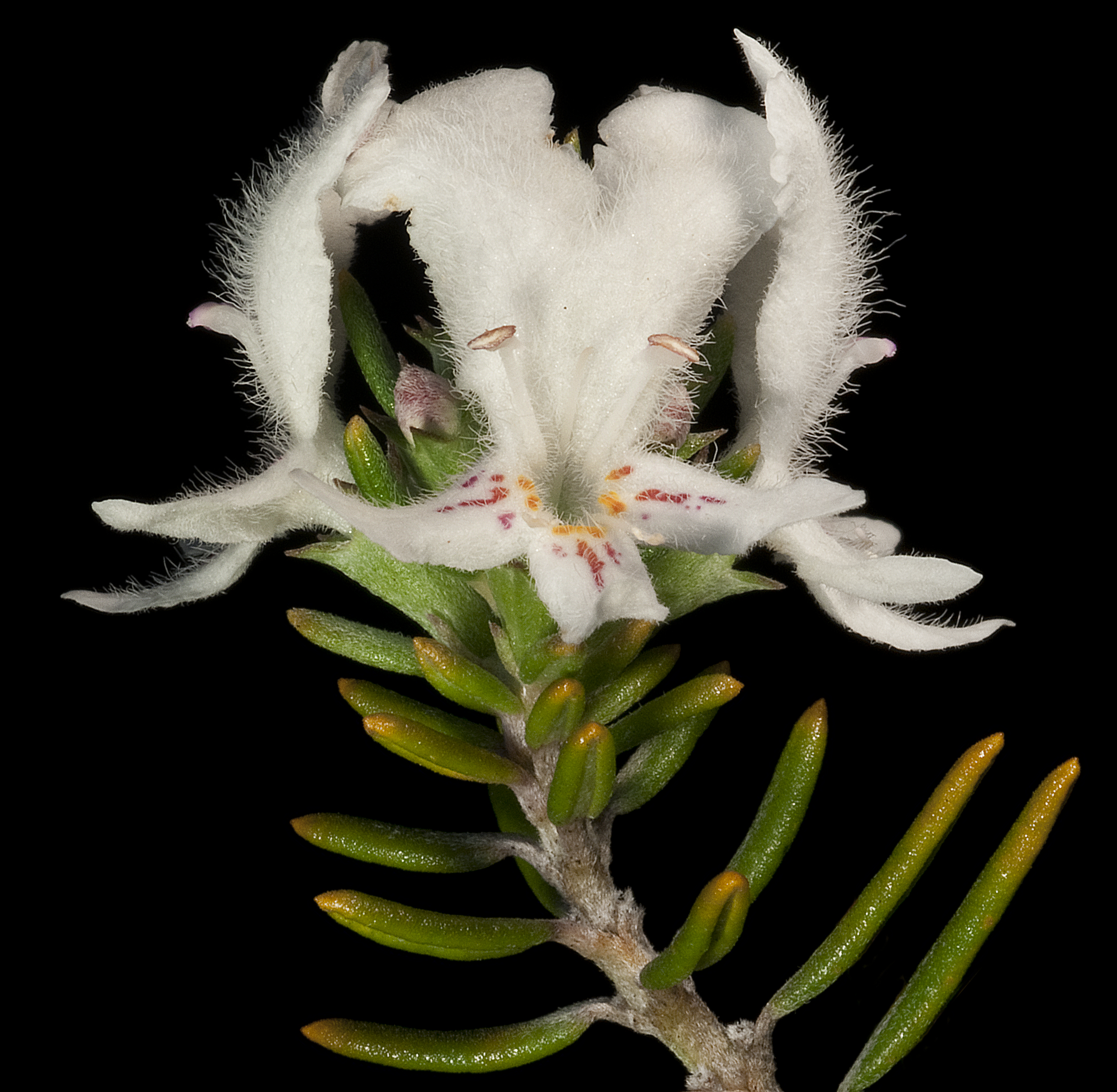
Westringia dampieri
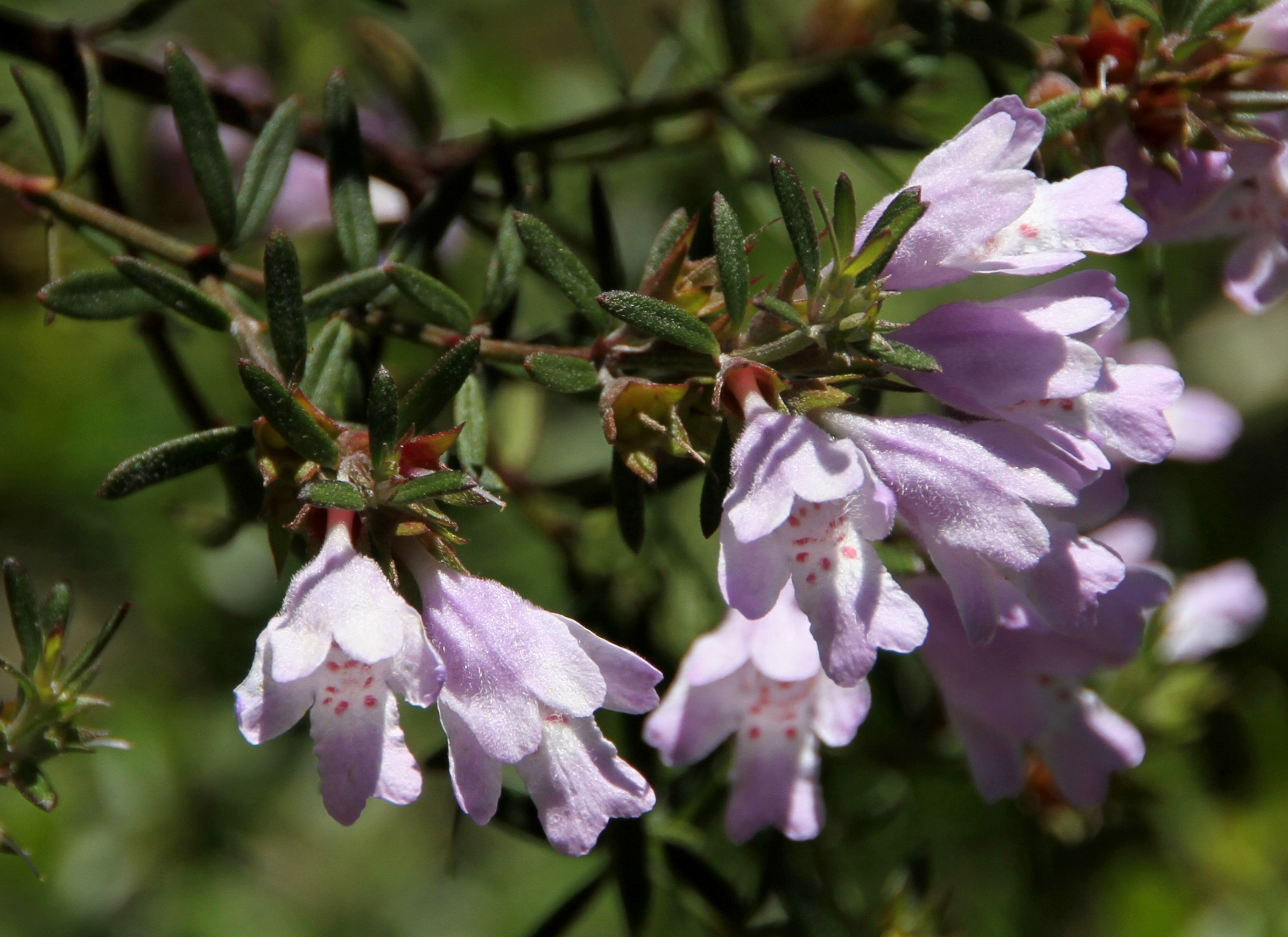
Westringia glabra